# Simca-Gordini T15
Simca-Gordini T15 – samochód Formuły 1 konstrukcji Amédée Gordiniego. Zadebiutował w 1950 roku.

## Opis modelu
Amédée Gordini rozpoczął konstrukcje samochodów wyścigowych po I wojnie światowej. T15 był skonstruowanym przez niego samochodem, który miał ścigać się w powstałych w 1950 roku Mistrzostwach Świata. Samochód prowadził się stosunkowo trudno. T15 miał czyste linie i raczej prosty design. Bardzo mała część samochodu była wystawiona na przepływ powietrza. W przeciwieństwie do innych samochodów tamtego okresu nos T15 był raczej mały. Zbiornik paliwa znajdował się w nadwoziu, za kierowcą. Doładowany silnik o pojemności 1,5 l osiągał moc maksymalną około 160 KM. Wahacze pomagały w utrzymaniu stabilności samochodu. Samochód był dosyć szybki i stabilny.
W inauguracyjnym sezonie Formuły 1 kierowcami Simki-Gordini byli Robert Manzon i Maurice Trintignant. Ci dobrzy przyjaciele byli zdolni, szybcy, a także bardzo stabilni za kierownicą, co było potrzebne Simce-Gordini, by być konkurencyjnym w stosunku do innych zespołów Formuły 1. W sezonie 1950 było wiele konkurencyjnych zespołów. Zespoły takie jak Alfa Romeo, Ferrari czy Talbot walczyły o najwyższe pozycje, podczas gdy inne, takie jak Simca-Gordini, walczyły o punkty.
Z modelu T15 korzystały, poza Equipe Gordini, również inne zespoły. Był on używany do sezonu 1953.

## Wyniki w Formule 1
| Legenda oznaczeń w tabelach wyników Wyświetl szablon na nowej stronie | Legenda oznaczeń w tabelach wyników Wyświetl szablon na nowej stronie                                                                     |
| Oznaczenie                                                            | Wyjaśnienie |
| --------------------------------------------------------------------- | --- |
| Złoty                                                                 | Zwycięzca lub mistrzostwo |
| Srebrny                                                               | 2. miejsce lub wicemistrzostwo |
| Brązowy                                                               | 3. miejsce lub II wicemistrzostwo |
| Zielony                                                               | Ukończył, punktował (w klasyfikacji generalnej, gdy zdobył co najmniej jeden punkt na przestrzeni sezonu, poza trzema powyższymi opcjami) |
| Niebieski                                                             | Ukończył, nie punktował (w klasyfikacji generalnej, gdy nie zdobył co najmniej jednego punktu na przestrzeni sezonu)                      |
| Czerwony                                                              | Nie zakwalifikował się (NZ) |
| Czerwony                                                              | Nie prekwalifikował się (NPK) |
| Różowy                                                                | Nie ukończył (NU) |
| Różowy                                                                | Niesklasyfikowany (NS) (w klasyfikacji generalnej, gdy nie został sklasyfikowany w żadnym wyścigu sezonu)                                 |
| Czarny                                                                | Zdyskwalifikowany (DK) |
| Czarny                                                                | Wykluczony (WYK/EX) |
| Biały                                                                 | Nie wystartował (NW) |
| Biały                                                                 | Kontuzjowany (K/INJ) |
| Biały                                                                 | Wyścig odwołany (OD/C) |
| Bez koloru                                                            | Został wycofany (WYC/WD) |
| Bez koloru                                                            | Nie przybył (NP/DNA) |
| Bez koloru                                                            | Nie brał udziału w treningach (NT/DNP) |
| Bez koloru                                                            | Nie został zgłoszony (–) |
| Pogrubienie                                                           | Start z pole position |
| Kursywa                                                               | Najszybsze okrążenie wyścigu |
| †                                                                     | Nie ukończył, ale jego rezultat został zaliczony ze względu na przejechanie więcej niż 90% dystansu wyścigu.                              |
| *                                                                     | Sezon w trakcie |
| 1/2/3                                                                 | Punktowana pozycja w sprincie kwalifikacyjnym                                                                                             |
| Lista systemów punktacji Formuły 1                                    | |

| Sezon | Zespół                  | Silnik           | Opony | Kierowcy            | 1   | 2   | 3   | 4   | 5   | 6   | 7   | 8   | 9   | Pkt. | Msc. |
| ----- | ----------------------- | ---------------- | ----- | ------------------- | --- | --- | --- | --- | --- | --- | --- | --- | --- | ---- | ---- |
| 1950  | Equipe Gordini          | Simca-Gordini R4 | E     |                     | GBR | MCO | 500 | CHE | BEL | FRA | ITA |     |     | 3    | –*   |
| 1950  | Equipe Gordini          | Simca-Gordini R4 | E     | Robert Manzon       |     | NU  |     |     |     | 4   | NU  |     |     | 3    | –*   |
| 1950  | Equipe Gordini          | Simca-Gordini R4 | E     | Maurice Trintignant |     | NU  |     |     |     |     | NU  |     |     | 3    | –*   |
| 1951  | Equipe Gordini          | Simca-Gordini R4 | E     |                     | CHE | 500 | BEL | FRA | GBR | DEU | ITA | ESP |     | 0    | –*   |
| 1951  | Equipe Gordini          | Simca-Gordini R4 | E     | Robert Manzon       |     |     |     | NU  |     | NU  | 6   | NU  |     | 0    | –*   |
| 1951  | Equipe Gordini          | Simca-Gordini R4 | E     | Maurice Trintignant |     |     |     | NU  |     | 7   | NU  | 9   |     | 0    | –*   |
| 1951  | Equipe Gordini          | Simca-Gordini R4 | E     | André Simon         |     |     |     | NU  |     | NU  | NU  | NU  |     | 0    | –*   |
| 1951  | Equipe Gordini          | Simca-Gordini R4 | E     | Aldo Gordini        |     |     |     | NU  |     |     |     |     |     | 0    | –*   |
| 1952  | Equipe Gordini          | Gordini R4       | E     |                     | CHE | 500 | BEL | FRA | GBR | DEU | NLD | ITA |     | 2    | –*   |
| 1952  | Equipe Gordini          | Gordini R4       | E     | Prince Bira         | NU  |     | 10  |     |     |     |     |     |     | 2    | –*   |
| 1952  | Equipe Gordini          | Gordini R4       | E     | Maurice Trintignant |     |     |     | 5   |     |     |     |     |     | 2    | –*   |
| 1952  | Robert O’Brien          | Gordini R4       | E     | Robert O’Brien      |     |     | NU  |     |     |     |     |     |     | 2    | –*   |
| 1952  | Ecurie Nationale Belge  | Gordini R4       | E     | Johnny Claes        |     |     |     | NU  | 14  |     |     |     |     | 2    | –*   |
| 1952  | Ecurie Nationale Belge  | Gordini R4       | E     | Paul Frère          |     |     |     |     |     |     | NU  |     |     | 2    | –*   |
| 1952  | Vicomtesse de Walckiers | Gordini R4       | E     | Johnny Claes        |     |     |     |     |     |     |     | NZ  |     | 2    | –*   |
| 1953  | Equipe Gordini          | Gordini R4       | E     |                     | ARG | 500 | NLD | BEL | FRA | GBR | DEU | CHE | ITA | 0    | –*   |
| 1953  | Equipe Gordini          | Gordini R4       | E     | Pablo Birger        | NU  |     |     |     |     |     |     |     |     | 0    | –*   |
| 1953  | Georges Berger          | Gordini R4       | E     | Georges Berger      |     |     |     | NU  |     |     |     |     |     | 0    | –*   |

- Przed 1958 rokiem nie przyznawano punktów w klasyfikacji konstruktorów.